# Hombre de Neuversen

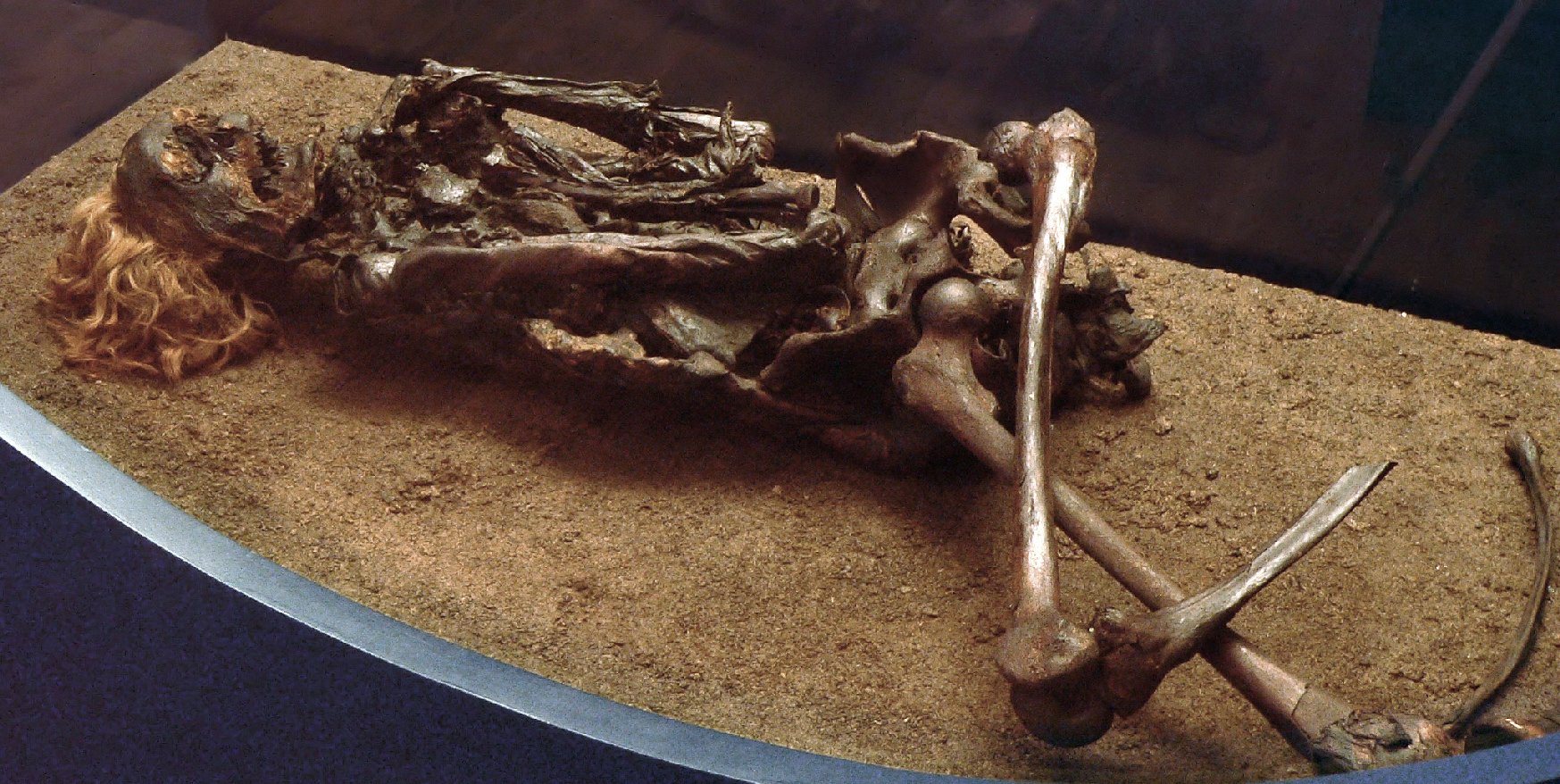
Hombre de Neuversen

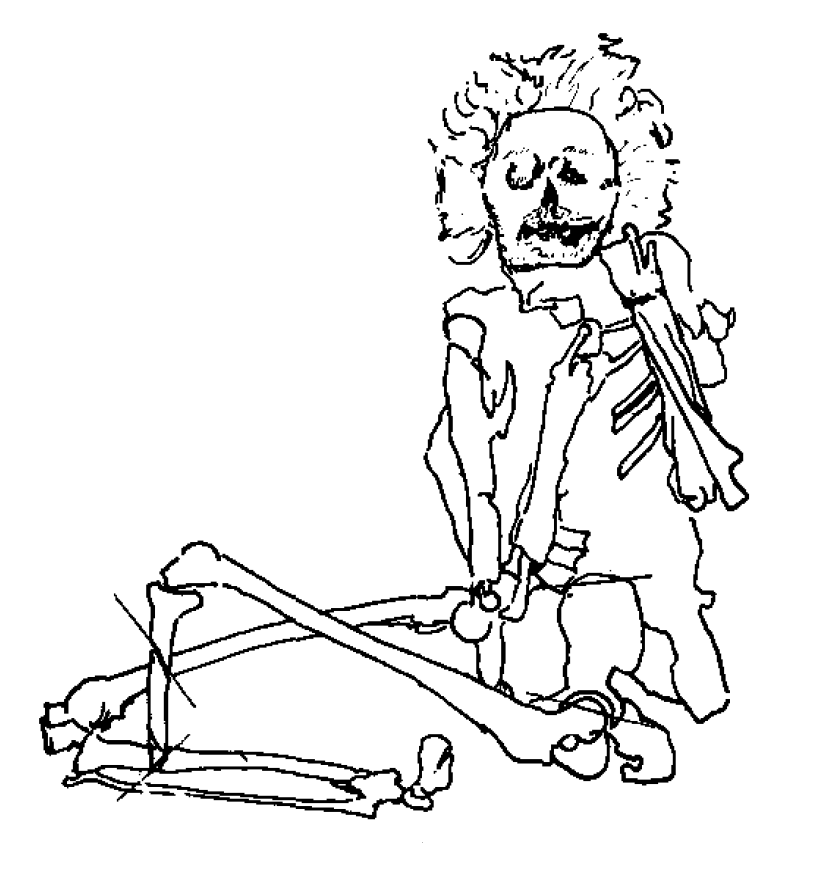
Dibujo de 1911 del aspecto y posición del Hombre de Neuversen al momento del hallazgo, las rayas en las piernas indican los cortes provocados por la pala del descubridor.

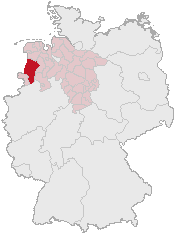
Zona del hallazgo del cuerpo, en la frontera entre Alemania y Holanda.

El Hombre de Neuversen, también llamado Franz el Pelirrojo, es el cadáver de un hombre momificado que data aproximadamente del siglo III d. C., al final de la Edad de Hierro.

## Descubrimiento
El cuerpo fue descubierto el 8 de junio de 1900 por Bernard Herbers quien junto con su hermana de diez años Anna Helena, habían sido enviados por sus padres a buscar turba en el pantano de Bourtange Moor, a unos veinte minutos a pie desde su pueblo de Meppen, perteneciente a la región de Baja Sajonia, Alemania. Mientras retiraba la capa superior aprovechable, su pala chocó con algo duro. Creyendo que era una raíz, profundizó con la pala y luego con las manos, hasta unos 50 cm donde reconoció que se trataba de huesos humanos, alejándose asustado. Según el registro en la iglesia de Wesuwer, el cuerpo fue extraído, colocado en un ataúd sencillo y enterrado el 12 de junio en el cementerio local, en terreno no consagrado. El conservador Reimers del museo provincial de Hannover se enteró del hallazgo a través de un guardabosques y en una carta fechada el 17 de junio solicitó al guardabosques del páramo el traslado del cuerpo completo lo antes posible, ya que era muy importante para la investigación arqueológica. Dado que no recibió respuesta en mucho tiempo, Reimers temiendo por la supervivencia del cuerpo, escribió al oficial médico Többen el 23 de octubre. El cuerpo finalmente llegó al museo el 16 de noviembre de 1900, cinco meses después del hallazgo. En la carta adjunta, Többen informó sobre dificultades no especificadas y solicitaba el reembolso de once marcos por sus gastos.
Aproximadamente un año después, en 1901, se encontró un trozo de tela verde a solo cuatro metros de donde se encontró el cuerpo. Según el alcalde, era del tamaño de una manta de caballo enrollada. Sin embargo, como empezó a descomponerse rápidamente y no se le dio importancia, se desechó de inmediato.

## Características
- Momificación natural
- Causa de la muerte: le cortaron el cuello con un cuchillo.
- El hombre tenía 35 años aprox.
- Lucía barba larga y pelo largo, que por los efectos del tiempo y del tanino (presentes en las aguas de los pantanos) quedaron teñidos de rojo, de ahí el sobrenombre de "Franz el Pelirrojo" o "Red Franz", originalmente era rubio.
- Había sufrido una fractura de clavícula, tenía una malformación del fémur y una posible herida de flecha en la espalda.

## Conservación
El Hombre de Neuversen se encontró en un buen estado de conservación debido a la protección natural que le otorgó el haber quedó enterrado dentro de una turbera.
El cuerpo se encuentra depositado en el Museo Provincial de Hannover.

## Últimas investigaciones
A juzgar por las deformidades óseas, parece ser que “Franz el Pelirrojo” pasaba mucho tiempo a caballo. Estudios recientes del cuerpo han determinado que sobrevivió a una herida de flecha, a la fractura de un hombro y que murió degollado. Tenía una dentadura completa y sana, sin caries; el cuerpo conservaba trazas de algunas vísceras, como el hígado. Le faltan las orejas, lo que al momento del descubrimiento se especuló que se las hubieran cortado, sin embargo, su ausencia se debe más probablemente a la actividad de animales carroñeros que consumieron parte del cuerpo antes de que quedara sumergido por completo en el pantano, lo que también explicaría el peor estado de la parte inferior del cuerpo.
Se creía habitualmente que habría sido víctima de un sacrificio ritual germánico, como muchos otros cuerpos del pantano, degollado y arrojado a la ciénaga, pero la posición es inusual para un sacrificio humano. Estos solían ser hundidos cuidadosamente, sentados o de lado, como dormidos. En cambio, el hombre de Neuversen yacía boca arriba, con el cuello doblado hacia atrás y las piernas flexionadas, giradas hacia la derecha. Podría haber sido una víctima de robo y asesinato. Sus deformaciones óseas en las piernas lo identifican como jinete y sus heridas curadas sugieren una actividad militar. Podría haber sido un soldado de caballería germánico al servicio de una tropa auxiliar romana. Habría poseído un caballo, armas y probablemente ropa elaborada, lo que lo haría un objetivo valioso para salteadores de caminos. Esta teoría se ve respaldada por los distintos tipos de pólenes hallados en un análisis en 1957. Esto sugiere que no fue hundido o enterrado en el pantano, sino dejado en algún montículo semiseco, donde permaneció un tiempo expuesto hasta que finalmente lo cubrió el agua. Esto explicaría la ausencia de orejas y la esqueletización de la parte inferior del cuerpo debido a la acción de animales. La postura de los brazos recogidos contra el pecho sugiere que pudo haber estado atado con una cuerda, que al ser de fibra vegetal se desintegró en el pantano.